# Velkostřelenský mlýn
Velkostřelenský mlýn (německy Gross-Walterdorfermühle, Waltersdorfmühle nebo Löbmühle) je zaniklý vodní mlýn, patřící k zaniklé vesnici Velká Střelná ve vojenském újezdu Libavá. Ruiny mlýna (tj. zdi a základy několika budov) se nachází u soutoku Střelenského potoka a řeky Odry, pod kopcem Nad Rybníčkem, východně od Velké Střelné, v Oderských vrších v okrese Olomouc v Olomouckém kraji. Na místě se také nachází vodní mlýn, který využíval vodu z náhonů ze Střelenského potoka a Odry. Mlynáři měli příjmení Mück, Hoff, Veth a posledním majitelem byl Jan Löb. V roce 1930 zde bylo 1 vodní kolo na vrchní vodu. Osada zanikla s vysídlením německého obyvatelstva v roce 1946 a následným vznikem vojenského výcvikového prostoru.
Vzhledem k tomu, že místo se nachází ve vojenském prostoru, tak je přístupné jen s povolením.

## Další informace
Nedaleko proti proudu řeky Odry se nachází další zaniklé vodní dílo Drexlerova pila.
Nedaleko po proudu řeky Odry se nachází zaniklý Olejovický mlýn.
Obvykle jedenkrát ročně může být mlýn a jeho okolí přístupné veřejnosti v rámci cyklo-turistické akce Bílý kámen.

## Galerie

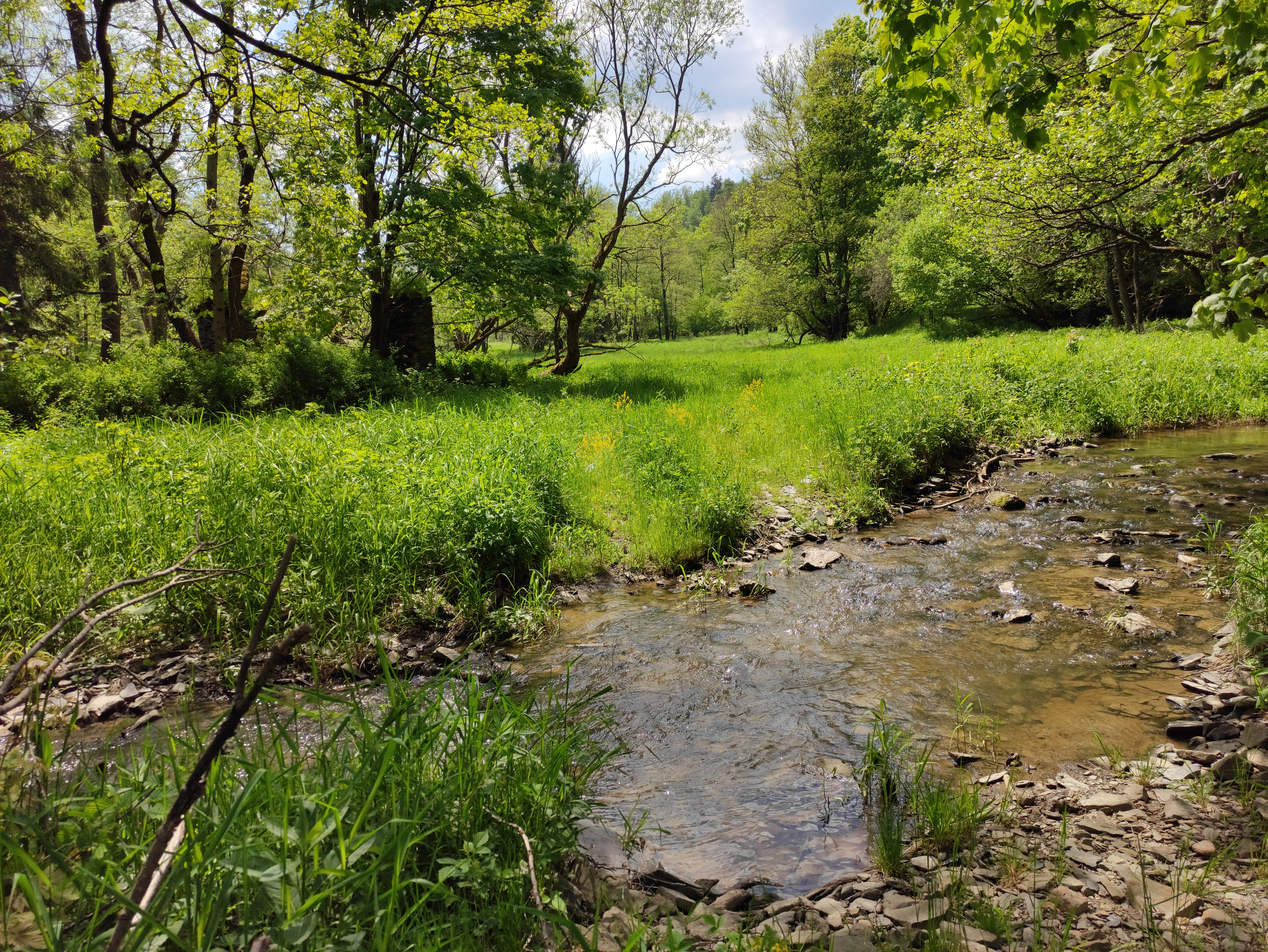
Střelenský potok a ruiny Velkostřelenského mlýna
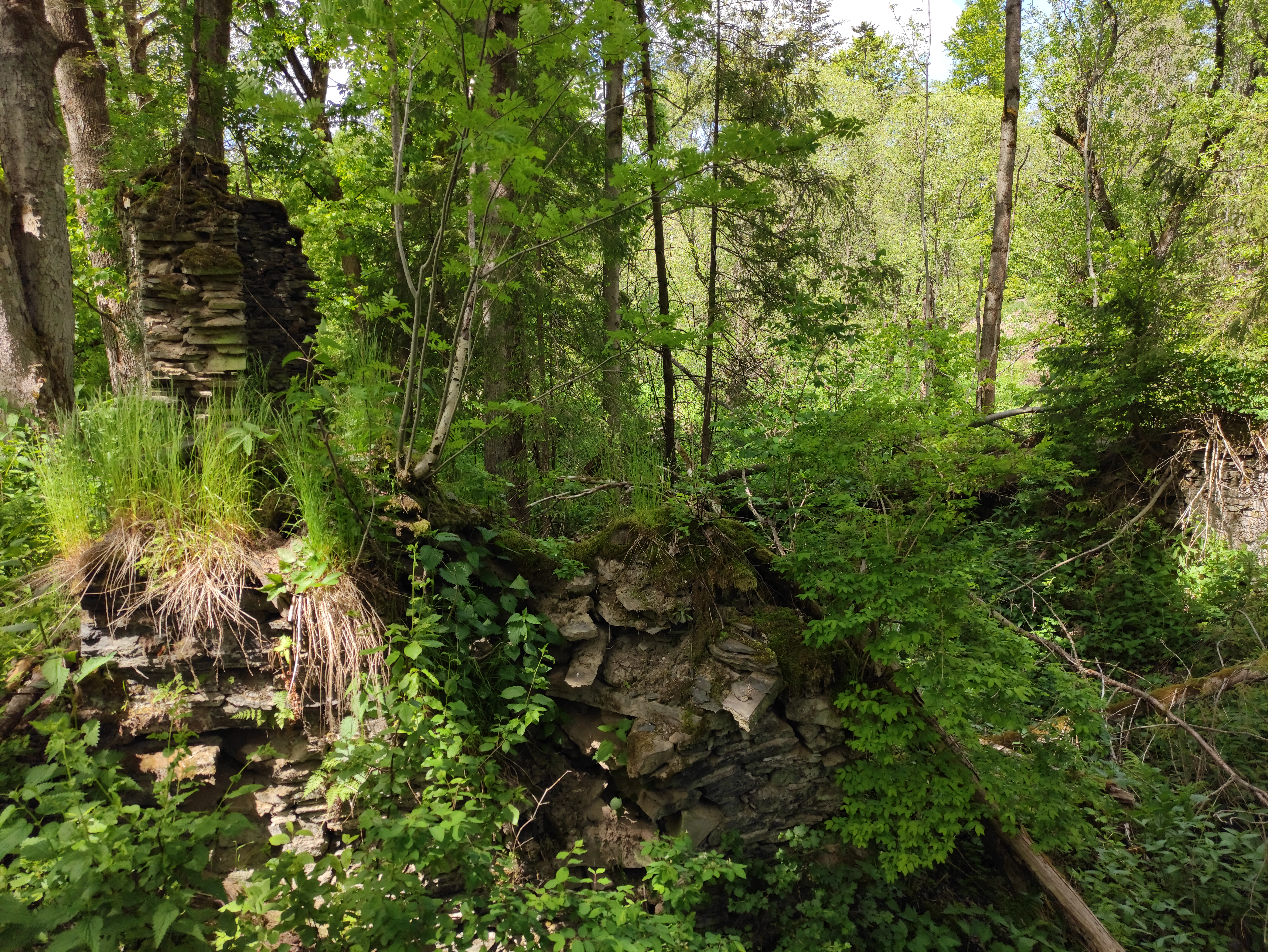
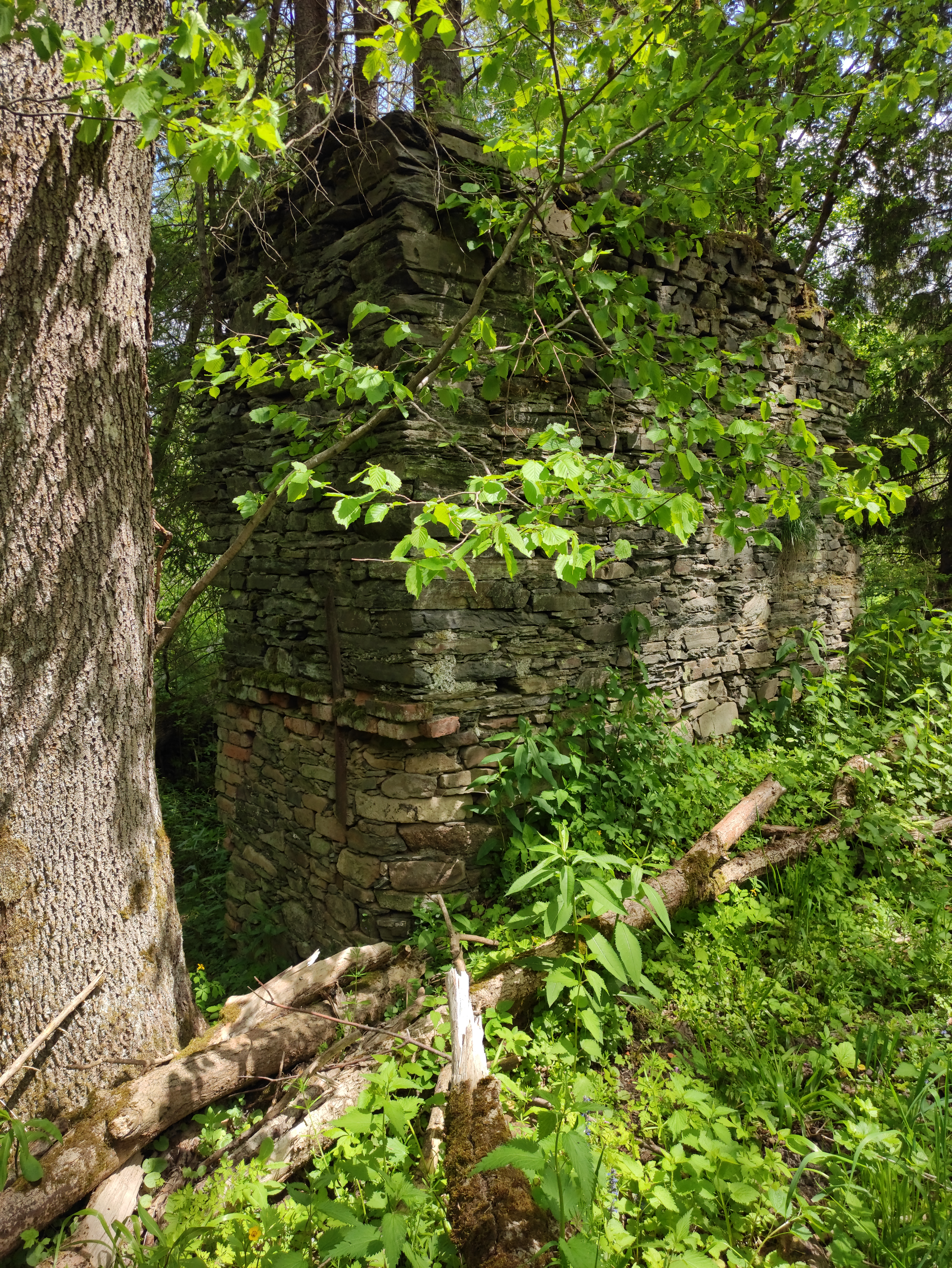
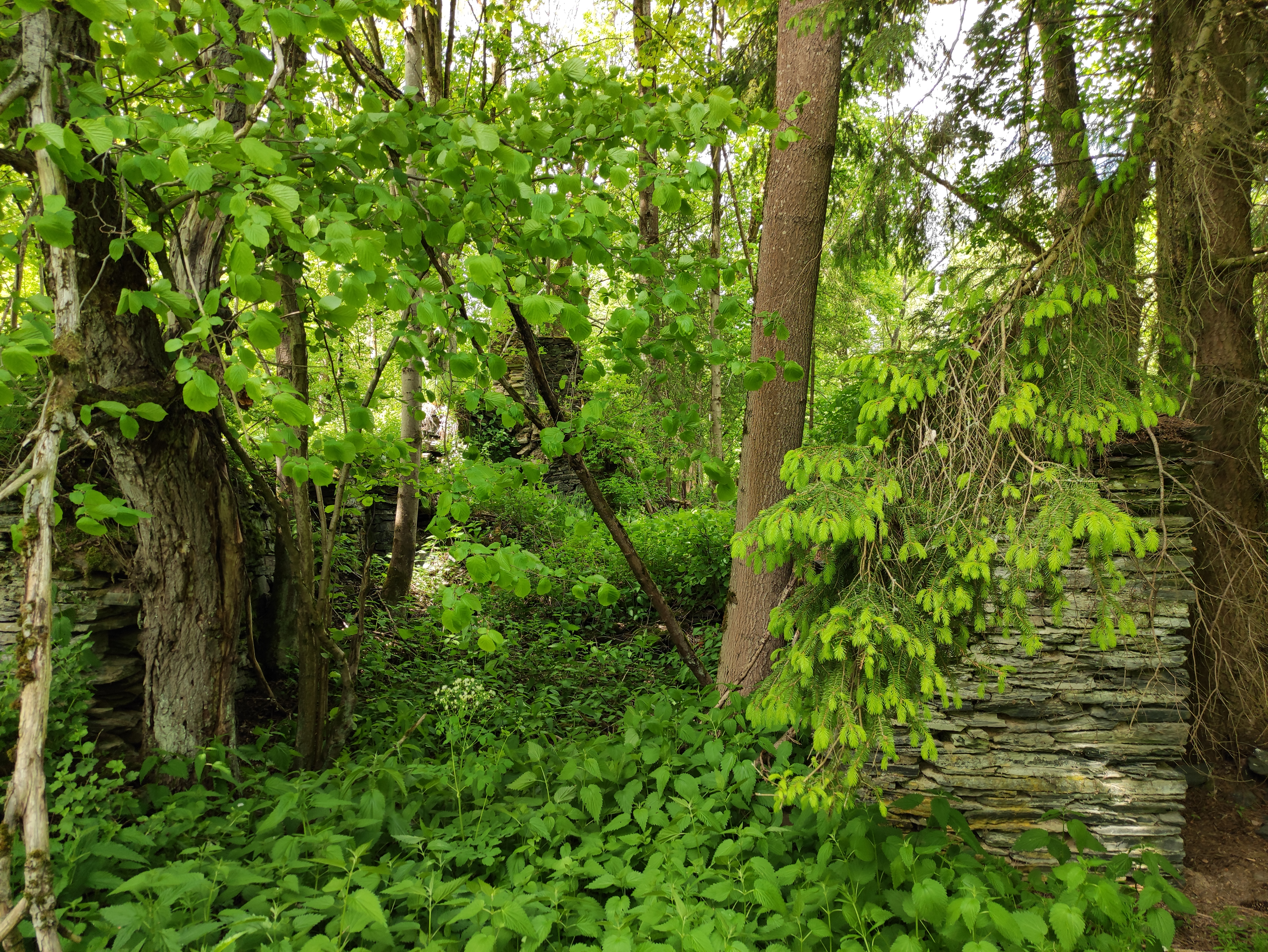
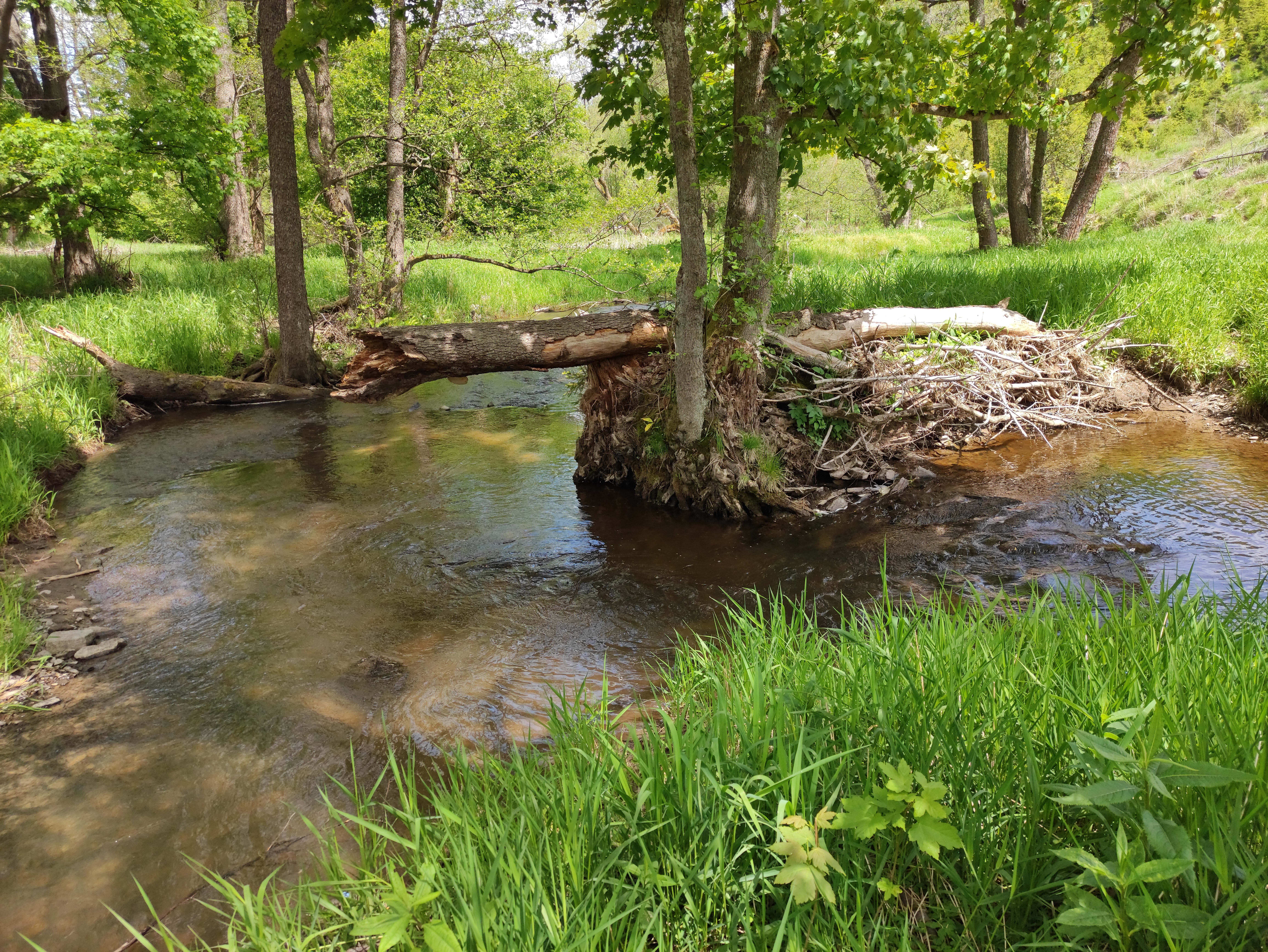
Soutok Odry a Střelenského potoka